# Microrregión de Tucuruí
La microrregión de Tucuruí es una de las microrregiones del estado brasileño del Pará perteneciente a la mesorregión del Sudeste Paraense. Su población fue estimada en 2006 por el IBGE en 313.424 habitantes y está dividida en seis municipios. Posee un área total de 32.916,684 km².

## Municipios
- Breu Branco
- Itupiranga
- Jacundá
- Nova Ipixuna
- Novo Repartimento
- Tucuruí

- Datos: Q2596742
- Multimedia: Tucuruí / Q2596742